# Беди, Пуджа
Пуджа Беди (англ. Pooja Bedi; род. 11 мая 1970 года) — индийская актриса

, телеведущая и газетный обозреватель. Дочь индийских актёров Кабира Беди и Протимы Беди, мать актрисы Алайи Ф. Участница реалити-шоу «Танцы со звёздами», Nach Baliye, «Фактор страха: Хатрон Ке Хилади» и Bigg Boss.

## Ранний период жизни
Пуджа Беди родилась 11 мая 1970 года в Бомбее (ныне Мумбаи) у индийской классической танцовщицы Протимы Беди и актёра Кабира Беди. Она имеет пенджабские сикхские и британские корни по отцовской линии и бенгальские и харианские корни по материнской линии. Она воспитывалась в том, что она называет «богемной прогрессивной артистической средой».

## Карьера

### Начало карьеры
С 1991 по 1995 год Беди работала в фильмах Болливуда и появлялась во многих рекламных роликах, в частности в кампании по продвижению презервативов «KamaSutra», которую она поддерживала и использовала в качестве средства повышения осведомленности о СПИДе.
Её дебют в кино состоялся в фильме Джага Мундры «Вишаканья» (1991). Затем она снялась в фильме «Соперники» (1992) с Аамиром Кханом. Среди других её фильмов — «Против закона» (1993) и «Паника повсюду» (1995).

### Участие реалити-шоу
В 2000 году она составила и отредактировала «Timepass», мемуары своей матери Протимы Беди. Она была обозревателем в газетах The Times of India, Hindustan Times и Mid-Day, а также писала статьи для многочисленных журналов, включая L’Officiel, Femina и The Week.
В 2006 году Беди появилась в первом сезоне индийского реалити-шоу «Танцы со звёздами», за которым последовал «Фактор страха: Хатрон Ке Хилади». В 2007 году Беди вместе с Ханифом Хилалом появилась в Nach Baliye. В 2011 году Беди была знаменитой участницей пятого сезона индийской версии реалити-шоу «Большой брат», Bigg Boss. Она выбыла после того, как прожила в доме 8 недель, на 56 день (27 ноября).

## Личная жизнь
Беди вышла замуж за Фархана Фурнитурвала, мусульманина из штата Гуджарат парского и ходжайского происхождения, с которым она познакомилась в 1990 году. 6 мая 1994 года они поженились, и Беди после замужества приняла ислам, взяв имя Нурджахан. У них двое детей, включая дочь Алайю Фурнитурвала. Пуджа и Фархан развелись в 2003 году.
В феврале 2019 года Беди обручилась с Манеком Контрактором.